# Bagnet ross
Il bagnèt ross è una tipica salsa piemontese a base di pomodoro e peperone piccante. Questa salsa si trova, con piccole differenze, anche nella cucina di altre regioni italiane. Viene servita in Piemonte principalmente con il bollito misto o sui tomini oppure su altri cibi come le acciughe sotto sale dissalate.
Il nome deriva dall'ingrediente principale, cioè il pomodoro.

## Preparazione
Per preparare la salsa ci vogliono: 6 o 7 pomodori molto maturi, 2 cipolle, una carota, due spicchi d'aglio, un peperoncino, 120 g. di zucchero (tradizionalmente anche miele al posto dello zucchero), aceto di vino nero, olio extravergine d'oliva e sale. Gli ingredienti vanno tritati, cotti a lungo e mescolati.

## Abbinamenti consigliati
- Alta Langa spumante rosato
- Monferrato Chiaretto